# Dourados
Dourados – miasto w południowo-zachodniej Brazylii, w stanie Mato Grosso do Sul. Około 228 tys. mieszkańców.
W mieście rozwinął się przemysł olejarski.